# Aeroportul Beaufort County
Aeroportul Beaufort County (IATA: BFT, ICAO: KARW, FAA LID: ARW) este un aeroport din Carolina de Sud, Statele Unite ale Americii ce deservește zona Lady's Island⁠(d). Aeroportul a fost tranzitat în 2019 de 1.418 pasageri.
Situat la o altitudine de 3 m, aeroportul dispune de 1 pistă.

## Infrastructură

### Piste
Aeroportul dispune de o singură pistă. Pista 07/25 are suprafața de asfalt și dimensiunile 3.434 picioare × 75 picioare. 